# Alfred Irving Hallowell
Pour les articles homonymes, voir Hallowell et Irving.
Alfred Irving Hallowell (28 décembre 1892 - 10 octobre 1974) est l'un des pères fondateurs de l'anthropologie américaine et un précurseur en matière d'histoire de cette discipline alors émergente.
Ses recherches sur le terrain ont surtout porté sur des populations nord-amérindiennes, d'abord au Canada puis aux États-Unis.
Il a été marié à Dorothy Kern Hallowell.
Ils ont adopté ensemble un garçon, William, qui a mal tourné.
En 1942, ils ont divorcé et Alfred s'est remarié avec Maude Frame.

## Publications
- Bear Ceremonialism in the Northern Hemisphere (1926)
- The Role of Conjuring in Saulteaux Society (1942)
- The Size of Algonkian Hunting Territories: A Function of Ecological Adjustment (1949)
- Culture and Experience (1955)
- Contributions to Anthropology (1976)